# ソロモン諸島の都市の一覧

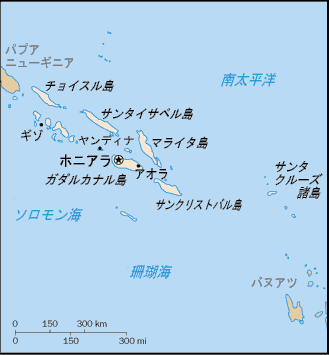
ソロモン諸島

ソロモン諸島の都市の一覧。
首都及び最大都市はホニアラ。

## 人口1万人以上の都市（2009年）
| 順位 | 都市     | 英語    | 人口   | 州             |
| ---- | -------- | ------- | ------ | -------------- |
| 1.   | ホニアラ | Honiara | 64,609 | ガダルカナル州 |
| 2.   | タンダイ | Tandai  | 10,837 | ガダルカナル州 |

## その他の都市
- アウキ
- ギゾ
- キラキラ
- ムンダ